# H2AFZ
H2AFZ (англ. H2A histone family member Z) – білок, який кодується однойменним геном, розташованим у людей на короткому плечі 4-ї хромосоми.  Довжина поліпептидного ланцюга білка становить 128 амінокислот, а молекулярна маса — 13 553.
| 10         |  | 20         |  | 30         |  | 40         |  | 50         |
| ---------- |  | ---------- |  | ---------- |  | ---------- |  | ---------- |
| MAGGKAGKDS |  | GKAKTKAVSR |  | SQRAGLQFPV |  | GRIHRHLKSR |  | TTSHGRVGAT |
| AAVYSAAILE |  | YLTAEVLELA |  | GNASKDLKVK |  | RITPRHLQLA |  | IRGDEELDSL |
| IKATIAGGGV |  | IPHIHKSLIG |  | KKGQQKTV   |  |            |  |            |

A: Аланін

D: Аспарагінова кислота

E: Глутамінова кислота

F: Фенілаланін

G: Гліцин

H: Гістидин

I: Ізолейцин

K: Лізин

L: Лейцин

M: Метіонін

N: Аспарагін

P: Пролін

Q: Глутамін

R: Аргінін

S: Серин

T: Треонін

V: Валін

Задіяний у такому біологічному процесі як ацетиляція. 
Білок має сайт для зв'язування з ДНК. 
Локалізований у ядрі, хромосомах.